# 時間迴圈
時間迴圈或時間循環是一種戲劇類型，劇中的角色所體驗的時間以迴圈的方式重複行進、並通常會期望可以打破並跳脫此種循環 。時間迴圈有時會被視為命定悖論，兩者雖然類似，但命定悖論是不會改變的，時間迴圈則會不斷地重置。在時間迴圈中，當滿足某個條件後會讓角色重新體驗相同的時間，而其中一個或多個角色具有先前的記憶，因此故事通常會聚焦在角色如何從前次的經驗中學習、並打破時間迴圈的現況。這使得劇情成為一個解決問題的過程，而時間循環也變成一個互動式的謎題。
由馬爾科姆·詹姆斯昂撰寫、刊載於《未知》雜誌1941年2月號的短篇故事《加倍再加倍》（Doubled and Redoubled）可能是最早的時間迴圈故事，描述一個受到詛咒的人不斷重複完美的一天：包括贏得賭局、成功推銷、英勇地處理銀行搶案、成功求婚等。此故事是電影《今天暫時停止》和《午後12:01》的前例。時間迴圈也一直是《神秘博士》中反覆出現的主題，其中《天賜》（Heaven Sent)一集被描述為「《神秘博士》中基於循環的權威故事」。